# Vittor Ugo Ceccherelli
Vittor Ugo (Vittorino) Ceccherelli (Arezzo, 12 febbraio 1912 – Cieli della Spagna, 20 dicembre 1936) è stato un aviatore e ufficiale italiano, caduto durante la Guerra civile spagnola mentre volava nei reparti dell'Aviazione Legionaria e decorato di Medaglia d'oro al valor militare alla memoria.

## Biografia
Nacque ad Arezzo il 12 febbraio 1912, e dopo aver conseguiti il diploma liceale presso il locale Liceo "Francesco Petrarca" si iscrisse alla facoltà di giurisprudenza dell’Università di Firenze.
Al terzo anno interruppe gli studi per conseguire il brevetto di pilota d’aeroplano ed arruolarsi nella Regia Aeronautica nell’aprile 1935. Nel maggio dello stesso anno fu nominato sottotenente di complemento, e il 10 giugno fu inviato alla Scuola di pilotaggio di Grottaglie dove conseguì il brevetto di pilota militare. Nel mese di agosto entrò in servizio presso il 1º Stormo Caccia Terrestre di Campoformido, e il 6 agosto 1936 partì per combattere nella guerra civile spagnola in forza alla 1ª Escuadrilla de Caza del Tercio equipaggiata con i caccia Fiat C.R.32 (il reparto formato a Cáceres nota anche come la famosa squadriglia Cucaracha). Distintosi subito nelle operazioni belliche, tanto da entrare in servizio permanente effettivo per merito straordinario di guerra e venire decorato con una Medaglia d'argento e una di bronzo al valor militare, perse la vita il 20 dicembre 1936. Per onorarne il coraggio fu decretata la concessione della Medaglia d'oro al valor militare alla memoria. Al suo attivo aveva l’abbattimento di due aerei nemici appartenenti alle Fuerzas Aéreas de la República Española, un caccia Nieuport-Delage NiD-52 il 21 agosto 1936 sui cieli di Cordova e un Polikarpov I-15 il 6 novembre successivo nell’area di Madrid.
A lui fu dedicato un monumento nel Cimitero urbano di Arezzo ad opera dello scultore Mario Moschi.

### Controversie
La data del decreto della decorazione fu oggetto di una protesta per la presenza a fianco di altri caduti nella lapide presente nel liceo classico "Francesco Petrarca" di Arezzo, quando una petizione di firmatari italiani emigrati in Catalogna, Spagna, sostenne che non era corretto equiparare un eroe del Fascismo responsabile della morte in una guerra, quella civile spagnola, che non gli apparteneva e dove andò volontario, come tutti i partecipanti, a caduti per la libertà, e per questo fu oggetto di un'interrogazione nel consiglio comunale di Arezzo.

### Annotazioni
1. ↑  Fu uno dei primi dodici piloti da caccia, al comando del maggiore Vincenzo Dequal, a raggiungere il territorio spagnolo in aiuto alle forze nazionaliste.

### Fonti
1. 1 2 3 4  Ufficio Storico Stato Maggiore dell'Aeronautica 1969, p. 74.
2. ↑  Logoluso 2010, p. 8.
3. 1 2  Logoluso 2010, p. 15.
4. ↑  Logoluso 2010, p. 11.
5. ↑  Logoluso 2010, p. 28.
6. ↑   Paolo Casalini, Vittorino Ceccherelli, da eroe ad assassino (TXT), su InformArezzo, 3 ottobre 2009. URL consultato il 20 maggio 2016 (archiviato dall'url originale il 17 giugno 2016)..
7. ↑   Dettaglio decorato, su quirinale.it. URL consultato il 20 maggio 2016.
8. ↑  Bollettino Ufficiale 1938 suppl. 08, pag.1 e Bollettino Ufficiale 1940 suppl. 04, pag. 47.